# Fülepp Lipót
Fülepp Lipót (névvariáns: Fülöp; Oravicabánya, 1809 – Budapest, 1875. július 1.) ügyvéd, politikus, Fülepp József legidősebb fia, Fülepp Kálmán főpolgármester apja.

## Életpályája
Fülepp Lipót ügyvéd, országgyűlési képviselő, majd ítélőtáblai tanácselnök a Krassó vármegyei Oravicán született, Fülepp József bányajogász, az MTA tagja, és felesége, Eirich Julianna legidősebb fia, Fülepp Kálmán főpolgármester apja. Fiatalabb fiútestvérei Fülepp Sándor bányamérnök, Fülepp Ferenc matematikus, Fülepp József honvéd tiszt és Fülepp Lajos erdőmérnök. Hoffmann Juliannával kötött házassága révén rokonsági kapcsolatba került az oravicai bányatulajdonos Hoffmann családdal, azon keresztül pedig az ottani jeles, német eredetű, de magyar hazafiságú családokkal, így például a Maderspach, Buchwald, Fitz és Bibel családokkal.
Jogot végzett, majd az első népképviseleti országgyűlésen 1848–49-ben Temesvár országgyűlési képviselője lett. 1848 decemberében Madarász László rendőrminiszter délvidéki posta-kormánybiztossá nevezte ki. A Szemere-kormány idején Krassó vármegyei és végvidéki kormánybiztosi kinevezést kapott, majd Kossuth kormányzó-elnöki irodájában 'álladalmi tanácsos' (államtanácsos), a minisztertanácsi ülések egyik előadó jegyzője volt.
A világosi fegyverletétel után Szemere Bertalan miniszterelnökkel és Hoffmann Zakariás oravicai bányatulajdonossal (Fülepp saját apósa) együtt részt vett a Szent Korona és a koronázási jelvények orsovai elrejtésében. Szemere Bertalannal együtt emigrált Törökországba, majd Franciaországba és Nagy-Britanniába. Egy ideig Londonban, majd Jersey-szigetén (La Manche csatorna) élt, ahol Teleki Sándorral, Orbán Balázzsal, Thaly Zsigmonddal, Beöthy Ödönnel, Perczel Mórral, Perczel Miklóssal és más magyar emigránsokkal és Victor Hugo családjával volt kapcsolata. Az emigrációban ellentétbe került Kossuth Lajossal. Bár a távollétében halálra ítélték, felesége kieszközölhette részére a kegyelmet, s így 1858-ban visszatért Magyarországra.
Fülepp Lipót az 1865–68. és az 1869–72. évi országgyűlésen ismét képviselő lett. 1869-ben a Pesti Királyi Ítélőtábla tanácselnökévé nevezték ki.

## Emlékezete
- Sírja a  budapesti fiumei úti Nemzeti Sírkertben található.

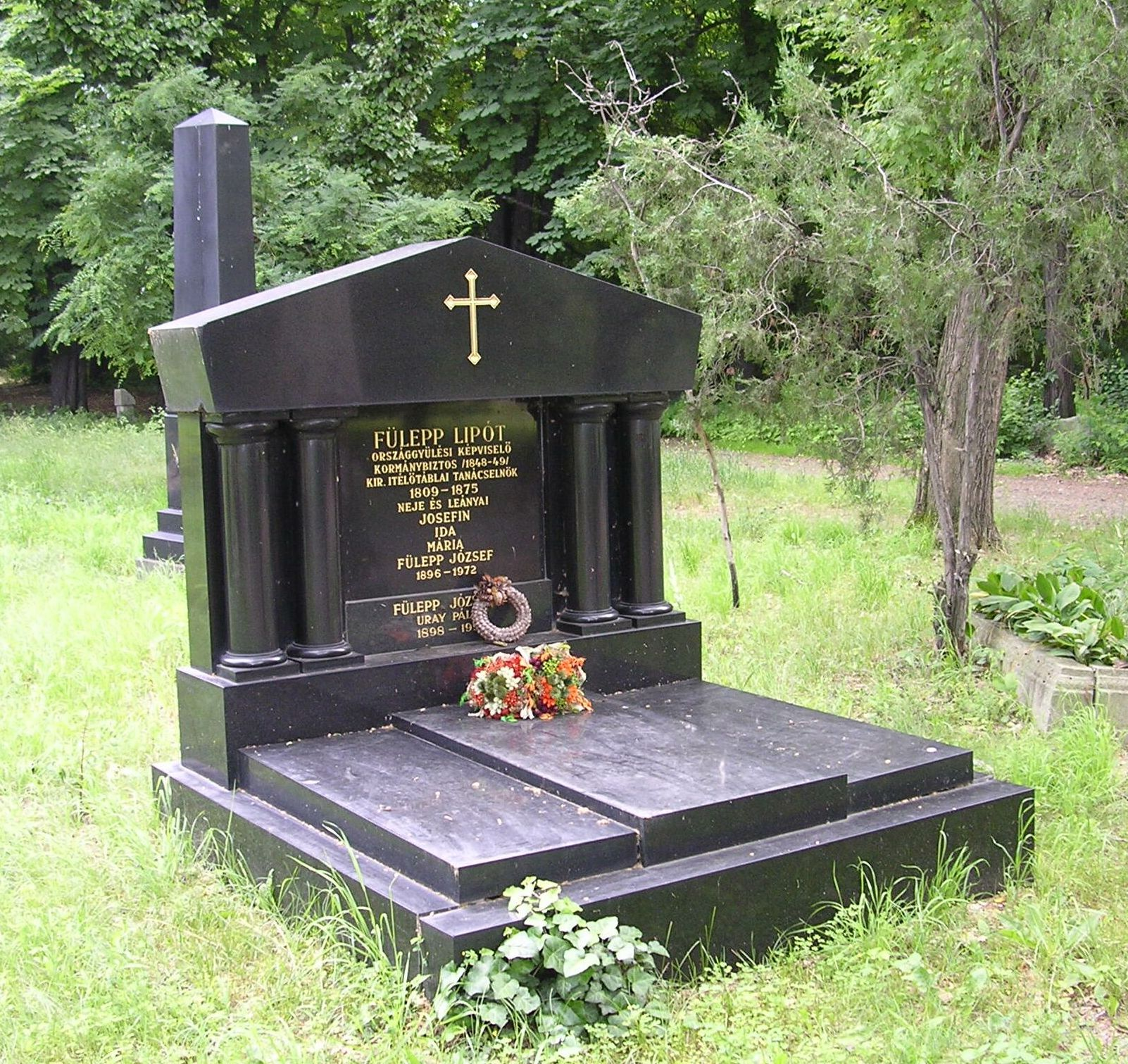
Sírja a Fiumei úti sírkertben

.